# Sosibia mohamedsaidi
Sosibia mohamedsaidi is een insect uit de orde Phasmatodea en de familie Diapheromeridae. De wetenschappelijke naam van deze soort is voor het eerst geldig gepubliceerd in 2004 door Seow-Choen.